# ミズ・パックマン
『ミズ・パックマン』（英語: Ms. Pac-Man） は、1981年にバリー＝ミッドウェイよりアメリカで発売されたアーケードゲーム。当初は『パックマン』のクローンゲームとしてリリースされた。のちにナムコ（後のバンダイナムコエンターテインメント）の公認を受け、日本でもナムコミュージアム等に収録されたほか、ダウンロード販売もされた時期もあった。

## 誕生のきっかけ
誕生プロセスが他のシリーズと大幅に異なっている。マサチューセッツ工科大学の学生だったケビン・カランとダグ・マクレーが1981年にゼネラルコンピュータ社を設立。『ミサイルコマンド』の強化版亜流を非公認に開発し儲けていた所、亜流を作られてしまったアタリが彼らと提携し正式にライセンス化した。
次いで彼らが開発したゲームがパックマンのクローンゲームである『ミズ・パックマン』だった。そのクオリティの高さから、アメリカで『パックマン』の販売を行っていたミッドウェイ社から承認を受け公式化された。なお、ミッドウェイは「ゲーム内容やデザインを修正する権利を保持する」という条件付きで承認している。結果として正式なパックマンシリーズとして発売される運びとなり、パックマンを凌ぐ最大級のヒットとなった。アーケード版は日本では発売されなかったが派生的著作物となるとしてナムコも許諾していた。岩谷も姉妹品として大成功だったと述べている。
しかし、2000年代に入ってからゼネラルコンピュータ社の権利承継人たちとバンダイナムコの間でロイヤリティ面での係争があり、2014年発売の『パックマンミュージアム』では『ミズ・パックマン』は別売りのDLCとなった。その後、ゼネラルコンピュータ社の権利を買収したAtGamesとバンダイナムコの間にも係争が生じ、2022年発売のアーケードアーカイブス版『パックランド』に登場するパックマンの妻子が別キャラクターに描き変えられたほか、『PAC-MAN MUSEUM+』では『ミズ・パックマン』が除外された。

## ゲーム内容
パックマンとの違い
- プレイヤーキャラクターが赤いリボンとホクロ、口紅の付いたミズ・パックマンになった。
- 色が異なる4種類の迷路となり、ワープトンネルが2セットとなった（薄いオレンジの迷路のみ1セット）。なお、4面以降はゴーストはここを通ってもスピードが落ちなくなったため、緊急避難通路としての役割が薄れた。
- ゴーストだけが一方通行の制約を受ける特殊通路が廃止された。
- ゴーストの行動パターンにランダムな要素が追加された。（主に縄張りターンのとき。縄張りはプレイするごとに毎回異なる。2体のゴーストが協力して1つの縄張りを守っている場合もある。）
- オレンジ色ゴーストの名前が「クライド」ではなく「スー」。
- コーヒーブレイクの内容が全く異なり、パックマンとの出会いや結婚、そしてパックジュニアの誕生秘話などのエピソードが流れる。デモアニメーションのパターンは3通り。

1. インキーに追われるパックマンとピンキーに追われるミズ・パックマンが出会い、二人は恋に落ちる（ラウンド2クリア時）。
2. ミズ・パックマンがパックマンを追いかけ、パックマンがミズ・パックマンを追いかけの繰り返し（ラウンド5クリア時）。
3. コウノトリがパックジュニアを運んでくる（ラウンド9、13、17クリア時）。
- 今作のゴーストはラウンド14およびラウンド16からイジケなくなる。
- フルーツターゲットがワープトンネルから出現し迷路内をイジケモンスターのような動きで移動する。一定時間以内に取らないとワープトンネルから出ていき入手出来なくなる。出現時間は約30秒。

フルーツ
全部で7種類。7面まで以下の順に登場し、8面以降ランダム。
| フルーツ名               | 得点 |
| ------------------------ | ---- |
| チェリー                 | 100  |
| ストロベリー             | 200  |
| オレンジ                 | 500  |
| クッキー（プレッツェル） | 700  |
| アップル                 | 1000 |
| ペアー（洋梨）           | 2000 |
| バナナ                   | 5000 |

## キャラクターとしてのミズ・パックマン

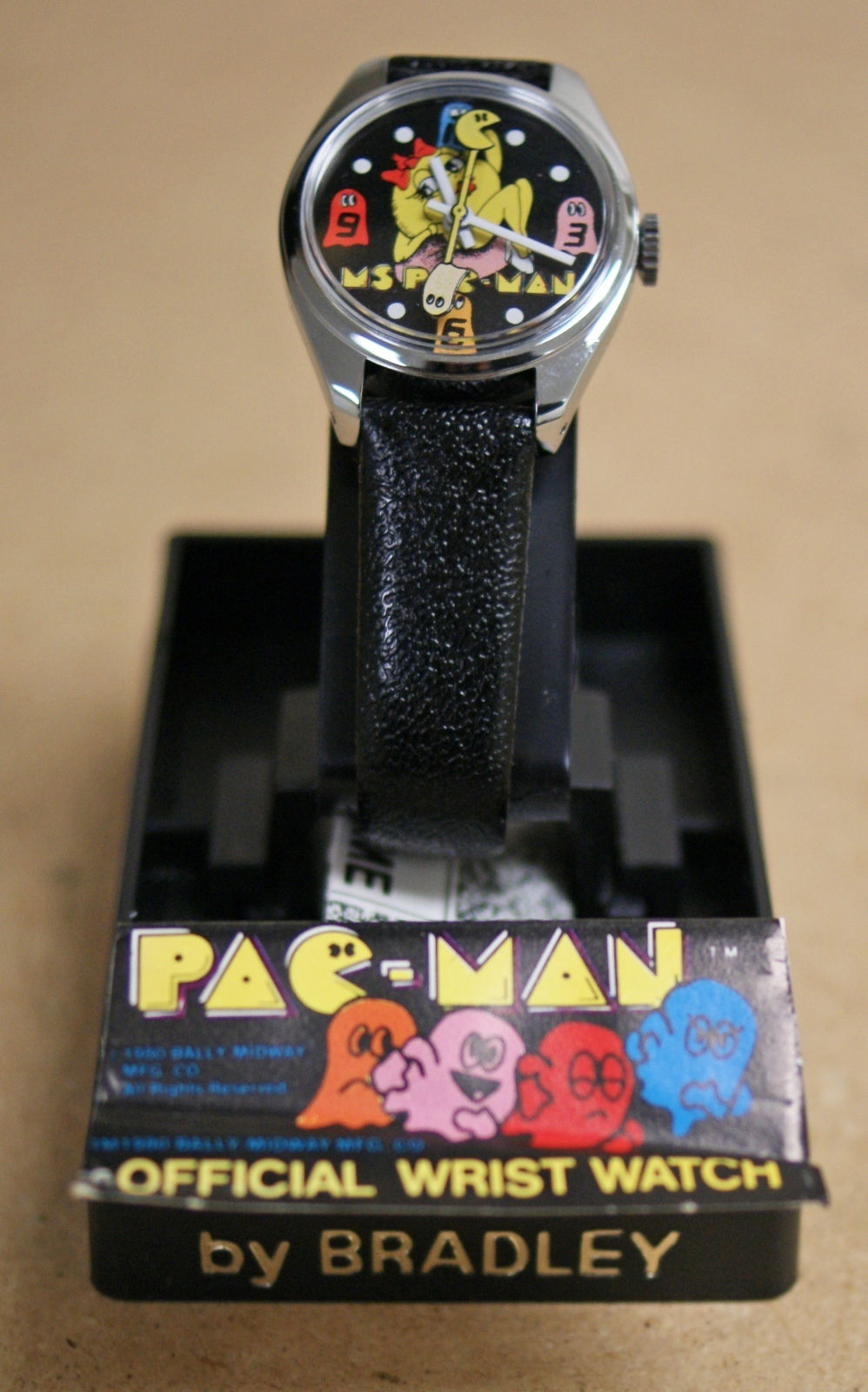
ミズ・パックマンのキャラクターグッズ（腕時計）

ピンボールゲーム『Mr. & Mrs. Pac-Man』でパックマンと結婚、TVアニメシリーズ以降はJr.の母となっている。日本での初登場は1984年の『パックランド』。
2000年12月28日発売のPlayStation用ソフト『ミズパックマン メイズマッドネス』でも主人公をつとめた。

## 移植
以下は日本で発売されたもののうち、ソフト内に収録されているもの。
- ハロー!パックマン（1994年8月26日発売のスーパーファミコン用ソフト）
- ナムコミュージアム

PlayStation版（Vol.3）、ゲームボーイアドバンス版、PlayStation Portable版（Vol.1）、PlayStation 2版（アーケードHITS!）、Xbox 360版（バーチャルアーケード）
- ナムコヒストリー VOL.3（1998年6月9日発売のWindows用ソフト）
- ミズパックマン メイズマッドネス

2014年2月26日よりゲームアーカイブスにて配信開始されたが、既に配信終了している。
- パックマンワールド2（2002年7月25日発売のPlayStation 2用ソフト）

日本未発売のものとしては、2000年発売の『Microsoft Return of Arcade: Anniversary Edition』（Windows版）などがある。